# فیلیپ کله
فیلیپ کِلِه (فرانسوی: Philippe Clay‎؛ ‏ ۷ مارس ۱۹۲۷ – ۱۳ دسامبر ۲۰۰۷) خواننده، هنرمند میم و بازیگر اهل فرانسه بود. وی بابت سایه‌نمای بلندش و همچنین همکاری‌هایش با هنرمندانی چون شارل آزناوور، ژان-روژه کوسیمو، سرژ گنزبور، ژان یان، بوریس ویان و لئو فره شهرت داشت.
از فیلم‌هایی که وی در آن نقش داشته است، می‌توان به کن‌کن فرانسوی، گوژپشت نتردام و بگذار خودمان را مسلح کنیم و شما به جبهه بروید! اشاره کرد.